# 피터 팬 (1953년 영화)
《피터 팬》(영어: Peter Pan)은 월트 디즈니 피처 애니메이션이 제작한 1953년 미국 만화 영화이다.

## 줄거리
1904년 에드워드 시대 런던 블룸즈버리에서 조지와 메리 달링이 파티에 참석할 준비를 하는 동안, 웬디의 남동생인 존과 마이클은 누나 웬디 달링이 들려준 피터 팬 이야기를 연기하며 말썽을 부린다. 화가 난 조지는 웬디에게 "사람들은 조만간 어른이 되어야 한다"며 이야기는 그만하고 보육원에서 나가라고 요구하고, 개는 간호사가 아니라며 암캐 나나를 밖에 묶어둔다. 그날 밤 늦게, 피터 자신이 잃어버린 그림자를 찾기 위해 보육원에 도착한다. 그는 웬디에게 어른이 될 필요가 없는 네버랜드로 가자고 설득하고, 웬디와 남동생들은 요정 팅커벨의 마지못한 도움을 받아 그곳으로 날아간다.
해적선 한 척이 네버랜드 앞바다에 정박해 있는데, 후크 선장과 그의 일등 항해사 스미가 이끌고 있다. 후크는 피터가 자신의 손을 잘라낸 것에 대한 복수를 원하지만, 그 손을 먹어치운 크로커다일과를 두려워하며, 악어가 자신의 남은 몸을 먹어치우려 한다는 것을 알고 있다. 피터와 달링 가족이 도착하자 후크는 대포로 그들을 쏘고, 피터는 해적들을 유인하는 동안 달링 가족을 안전한 곳으로 보낸다. 피터가 웬디에게 관심을 보이는 것을 질투하는 팅커벨은 잃어버린 아이들에게 피터가 웬디를 쏘아 떨어뜨리라고 명령했다고 설득한다. 팅커벨의 배신은 곧 발각되고, 피터는 그녀를 추방한다. 존과 마이클은 잃어버린 아이들과 함께 섬의 원주민을 찾으러 가지만, 원주민들은 그들이 족장의 딸인 타이거 릴리를 데려간 책임이 있다고 믿고 그들을 붙잡는다.
한편, 피터는 웬디를 인어들에게 데려가는데, 후크가 현장에 도착하자 인어들은 공포에 질려 도망친다. 피터와 웬디는 후크와 스미가 타이거 릴리를 붙잡아 피터의 은신처를 밝히라고 강요하는 것을 본다. 피터는 타이거 릴리를 풀어주고 족장에게 돌려보내고, 부족은 피터를 존경한다. 한편, 후크는 팅커벨이 웬디를 질투하는 것을 이용하여 요정을 속여 피터의 비밀 은신처를 밝히도록 한다.
웬디와 그녀의 남동생들은 결국 향수병에 걸려 런던으로 돌아갈 계획을 세운다. 그들은 피터와 잃어버린 아이들을 초대하여 달링 가족에게 입양되라고 한다. 잃어버린 아이들은 동의하지만, 피터는 어른이 되고 싶지 않아 거절한다. 해적들은 숨어 기다리고 있다가, 소굴을 나서는 잃어버린 아이들과 달링 가족을 붙잡고, 피터를 죽이기 위한 시한폭탄을 남겨둔다. 후크는 포로들에게 승무원에 합류하라고 설득하려 하고, 거부하면 외나무판 걷기를 시키겠다고 위협한다. 팅커벨은 폭탄이 폭발할 때 피터에게서 폭탄을 빼앗을 정도로 음모를 제때 알아낸다.
피터는 잔해 속에서 팅커벨을 구하고, 함께 웬디를 구하며 해적들과 맞서 싸워 아이들을 풀어준다. 피터는 아이들이 승무원과 싸우는 동안 후크와 싸워 그를 물리친다. 후크는 바다로 떨어져 악어에게 쫓겨 헤엄쳐 도망간다. 피터는 버려진 배를 나포하고, 팅커벨의 요정 가루의 도움을 받아 아이들을 태우고 런던으로 날아간다. 잃어버린 아이들은 네버랜드의 피터 팬과 함께 머물기로 선택한다.
조지와 메리 달링은 집으로 돌아와 웬디가 보육원의 열린 창문에서 잠들어 있는 것을 발견한다. 웬디는 깨어나서 자신들의 모험에 대해 흥분해서 이야기하고 어른이 될 준비가 되었다고 말하지만, 마음이 누그러진 아버지는 웬디가 보육원에 머물러도 된다고 말하며 나나까지 다시 집으로 데리고 들어온다. 부모님은 창밖을 내다보고 구름 속에 해적선처럼 보이는 것을 본다. 조지는 자신이 어렸을 때 네버랜드에 갔었다는 것을 암시하며 자신의 어린 시절에서 그 배를 알아본다.

## 등장인물
- 피터팬 - 극 중의 주인공. 웬디와 존, 마이클을 데리고 네버랜드에 간다. 영원히 늙지 않는 섬인 네버랜드에 살고 있는 소년이다.
- 웬디 - 엄마를 대신해 두 동생을 돌보고 있다.
- 존 - 웬디의 남동생.
- 마이클 - 웬디, 존의 남동생. 곰인형을 항상 가지고 다닌다.
- 팅커벨 - 피터팬과 함께 움직이는 요정으로, 피터팬이 웬디에게 관심을 보이자 질투해 웬디를 곤경에 빠지게 만든다.
- 후크 선장 - 피터팬에게 왼쪽 손목을 잃은 후 피터팬에게 복수할 날만 기다리고 있다. 그는 디즈니 빌런 중 한 명이다.
- 스미 - 후크의 부하
- 조지 - 웬디의 아버지
- 메리 - 웬디의 어머니
- 나나 - 웬디네 가족들이 기르는 개.

## 음악
유명한 곡으로는 다음과 같은 곡이 있다:
- "The Second Star to the Right"
- "You Can Fly!"
- "A Pirate's Life"
- "Never Smile at a Crocodile"
- "Following the Leader"
- "What Makes the Red Man Red?"
- "Your Mother and Mine"
- "The Elegant Captain Hook"

## 같이 보기
- 애니메이션 영화 목록